# 542026 Kaszásattila
542026 Kaszásattila è un asteroide della fascia principale. Scoperto nel 2011, presenta un'orbita caratterizzata da un semiasse maggiore pari a 3,0087368 au e da un'eccentricità di 0,0414239, inclinata di 11,07068° rispetto all'eclittica.
L'asteroide è dedicato all'attore ungherese Attila Kaszás.